# Przedsiębiorstwo Komunikacji Metropolitalnej w Świerklańcu
Przedsiębiorstwo Komunikacji Metropolitalnej Sp. z o.o. w Świerklańcu jest przewoźnikiem komunikacji pasażerskiej działającym w województwie śląskim. PKM funkcjonuje od 1991 po postawieniu w stan likwidacji Wojewódzkiego Przedsiębiorstwa Komunikacyjnego w Katowicach. Świerklaniecka zajezdnia istnieje od 1960. Od samego początku funkcjonowała w strukturach WPK Katowice. W latach 1981–1991 stanowiła tamże jednozajezdniowy Zakład Komunikacyjny nr 11. Obecnie PKM jest spółką z ograniczoną odpowiedzialnością. Do 31 grudnia 2018 jedynym udziałowcem był Międzygminny Związek Komunikacji Pasażerskiej w Tarnowskich Górach, którego udziały 1 stycznia 2019 roku przejęła Górnośląsko-Zagłębiowska Metropolia.
PKM Świerklaniec obsługuje obecnie 30 ogólnodostępnych linii autobusowych na terenie 23 gmin (głównie w rejonie Bytomia, Piekar Śląskich i Tarnowskich Gór). Zajezdnia wraz z siedzibą zarządu znajduje się w Świerklańcu przy ul. Parkowej 3, na terenie dawnej zajezdni WPK Katowice. W listopadzie 2009 PKM Świerklaniec otrzymał dotację w kwocie 37 mln zł ze środków unijnych na zakup nowych autobusów. Resztę, czyli 17 mln zł, musiał wyłożyć z własnych środków. Łączny koszt inwestycji wyniósł 54 mln zł. Dzięki tej inwestycji firma zakupiła 43 fabrycznie nowe wozy marki MAN Lion’s City oraz MAN Lion’s City G, które do dziś dominują we flocie przewoźnika. Pod koniec 2012 firma odebrała ostatni z 43 nowych autobusów, jednocześnie kończąc projekt wsparcia unijnego o nowe autobusy.
W 2014 firma z własnego budżetu zakupiła 4 fabrycznie nowe hybrydowe wozy marki Volvo – jeden fabrycznie nowy egzemplarz modelu Volvo 7900 Hybrid oraz trzy używane modelu Volvo 7700 Hybrid. Pod koniec 2022 jego ostatnia sztuka została wyłączona z eksploatacji. Powodem były koszty naprawy, które przewyższały wartość pojazdu.
W 2015 i 2016 przedsiębiorstwo na potrzeby linii 168 oraz 820, zakupiło łącznie 9 fabrycznie nowych Solarisów Urbino:
– Solaris Urbino 12 ~ 5 egzemplarzy
– Solaris Urbino 18 ~ 4 egzemplarze
W 2020 roku firma m.in. na potrzeby linii 80 i 288 zakupiła 17 pojazdów:
– Solaris Urbino 8,9 LE ~ 1 egzemplarz pochodzący z Niemiec
– MAN NL283 Lion’s City ~ 4 egzemplarze pochodzące z Niemiec
– Mercedes-Benz Conecto G ~ 6 egzemplarzy pochodzących z firmy Warbus
– Mercedes-Benz Conecto LF ~ 8 egzemplarzy pochodzących z firmy Warbus, z czego 2 egzemplarze stacjonowały dodatkowo w firmie Kłosok Żory.
Po około 10 latach od zakupu serii autobusów Man Lion's City NL323 (A21) w 2021 roku PKM Świerklaniec ogłasza przetarg na dostawę 25 fabrycznie nowych 12 metrowych pojazdów tym razem z własnych środków. Postępowanie wygrywa firma MAN, która dostarczyła 25 autobusów Man Lion’s City 12C EfficientHybrid. Nowe autobusy szybko znalazły zatrudnienie dzięki Zarządowi Transportu Metropolitalnego, który szybko tworzy nowe linie autobusowe w celu ulepszenia siatki połączeń. np. eMki - czyli pospieszne linie autobusowe
Firma obsługuje również większość linii docierających do Międzynarodowego Portu Lotniczego Katowice w Pyrzowicach